# 対外有償軍事援助
対外有償軍事援助（たいがいゆうしょうぐんじえんじょ、英: Foreign Military Sales、FMS）は、アメリカ国防総省が行っている対外軍事援助プログラムである。
アメリカの武器輸出管理法のもと、アメリカ製の兵器の取得や教育訓練等の役務を有償で提供を受けるものであり、アメリカ合衆国における輸出窓口が兵器製造メーカー等ではなく、合衆国政府（アメリカ国防安全保障協力局）となっていることに特徴がある。
取引の大口化により価格が割安になり、合衆国政府が窓口になることにより教育・訓練の提供を受けることができる、最新鋭・機密性の高い装備品を輸入できるといった利点がある一方で、対価は前払いに限られ、納期が年単位で遅れることもあり、価格は当初は見積もりということもあり支払い時は高騰することもあるなど、その実施条件についてはアメリカ側に従う必要があるという欠点がある。FMSによる援助国は2003年時点で約160ヶ国となっている。
日本の防衛省・自衛隊では有償援助と呼ばれ、主に防衛装備庁調達事業部輸入調達官（かつての装備施設本部輸入調達課・装備本部輸入課・契約本部輸入課・調達実施本部輸入課・調達実施本部輸入第2課）が有償援助調達の任にあたっている。